# Comunhão plena
Na eclesiologia cristã, comunhão plena é a relação entre organizações eclesiásticas ("igrejas") ou grupos que reconhecem compartilhar o mesmo conjunto de doutrinas essenciais.
Para a Igreja Católica, Ortodoxia Oriental, Igreja Anglicana e a Igreja Ortodoxa, a comunhão plena existe apenas entre cristãos que formam uma única igreja. Protestantes entendem a comunhão plena como sendo uma questão da relação prática entre as denominações que, de qualquer maneira, retém suas identidades distintas.

## Igreja Católica
A Igreja Católica distingue entre comunhão plena e parcial. Onde há comunhão plena, há apenas uma única Igreja. A comunhão parcial, por outro lado, existe onde alguns elementos da fé cristã são compartilhados, mas a completa união sobre os temas essenciais ainda não existe. Como exemplo, a Igreja Católica Romana se vê em comunhão parcial com os protestantes e também, esta muito mais próxima e ainda incompleta, com a as igrejas ortodoxas.
Esta ideia já foi defendida em diversos documentos. O "Decreto sobre o Ecumenismo" do Segundo Concílio Vaticano afirma: "...comunidades bem grandes se separaram da comunhão plena com a Igreja Católica... pessoas que acreditam em Cristo e foram verdadeiramente batizados estão em comunhão com a Igreja Católica mesmo sendo esta comunhão imperfeita". O Catecismo da Igreja Católica, citando documentos do Concílio Vaticano II e de autoria do papa Paulo VI afirma:
| “ | A Igreja sabe que está unida de diversas formas aos batizados que são honrados com o nome de cristãos, mas que não professam a fé católica em sua plenitude ou que não preservaram a unidade ou a comunhão sob o sucessor de Pedro (Lumen gentium 15). Aqueles "que acreditam em Cristo e foram batizados apropriadamente estão em comunhão certa, ainda que imperfeita, com a Igreja Católica" (Unitatis redintegratio 3). Com as Igrejas Ortodoxas esta união é tão profunda "que falta pouco para que se obtenha a plenitude que permita a celebração conjunta da Eucaristia do Senhor" (Paulo VI, discurso, 14 de dezembro de 1975; cf. Unitatis redintegratio 13-18) | ” |
|   | — Catecismo da Igreja Católica. |   |

As igrejas particulares que formam a Igreja Católica são vistas não como corpos eclesiásticos separados que entraram em acordos práticos sobre suas relações mútuas, mas como a realização em uma região em particular ou em uma cultura de uma única Igreja Católica.
Em 28 de maio de 1992, a "Epístola aos bispos da Igreja Católica sobre alguns aspectos da Igreja entendida como uma Comunhão" expressa esta ideia da seguinte forma:
| “ | A Igreja universal não pode ser concebida como a soma de igrejas particulares ou como uma federação de igrejas particulares. Não é o resultado da comunhão de igrejas, mas, em seu mistério essencial, sua realidade ontologicamente e temporalmente anterior a qualquer uma igreja particular. | ” |
|   | — Epístola aos bispos da Igreja Católica sobre alguns aspectos da Igreja entendida como uma Comunhão. |   |

Este conceito se aplica tanto às igrejas particulares locais como as dioceses e eparquias da Igreja Católica quanto às igrejas "sui iuris" (autônomas) dentro dela.
As igrejas autônomas em comunhão plena com a Santa Sé são:

### Compartilhamento dos sacramentos
Para a Igreja Católica, a comunhão plena é vista como uma condição essencial para o compartilhamento da Eucaristia - com exceção de circunstâncias excepcionais - em acordo com a prática do século II testemunhada por São Justino Mártir em sua "Primeira Apologia": "Ninguém pode participar [da Eucaristia] exceto os que acreditam que o que ensinamos é verdade, que foram lavados com o batismo que serve para a remissão dos pecados e para a regeneração, e que está, portanto, vivendo como Cristo viveu."
Na mesma linha, "Sacerdotes católicos estão proibidos de co-celebrar a Eucaristia com padres ou ministros de igrejas ou comunidades eclesiásticas que não estão em comunhão plena com a Igreja Católica".
O "Diretório para a Aplicação dos Princípios e Normas do Ecumenismo" indica as circunstâncias nas quais alguma foram de compartilhamento da vida sacramental, especialmente a Eucaristia, é permitida em conjunção com outros cristãos:
§3. Ministros católicos administram os sacramentos da Confissão, Eucaristia e a Unção dos Enfermos de forma lícita aos membros das igrejas orientais que não estão em comunhão plena com a Igreja Católica se eles procurarem estes sacramentos de livre e espontânea vontade e forem adequadamente realizados. O disposto vale também para membros de outras igrejas que, no julgamento da Sé Apostólica, estão na mesma condição, no que diz respeito aos sacramentos, que as igrejas orientais.
§4. Se houver perigo de morte ou se, no julgamento de um bispo diocesano ou de uma conferência de bispos, alguma outra necessidade urgente se fizer presente, ministros católicos administram estes mesmos sacramentos licitamente também a outros cristãos que não estão em comunhão plena com a Igreja Católica que não tem acesso a um ministro de sua própria comunidade e que buscam os sacramentos de livre e espontânea vontade, desde que manifestem a fé católica no que diz respeito aos sacramentos e eles sejam realizados adequadamente.
O "Código de Cânons das Igrejas Orientais" indica que as normas do Diretório também se aplicam ao clero e aos leigos das Igrejas Católicas Orientais.

## Igreja Ortodoxa e a Ortodoxia Oriental
A Igreja Ortodoxa e a Ortodoxia Oriental interpretam o conceito da comunhão plena de forma muito similar à da Igreja Católica. Embora elas não tenham uma função que corresponda ao papa realizando as funções como as do Ofício Petrino em suas comunhões, elas entendem que cada uma de suas igrejas autocéfalas são realizações da igreja-mãe, a ortodoxa ou a ortodoxa oriental. Elas também consideram a comunhão plena como condição essencial para o compartilhamento da Eucaristia. O patriarca ecumênico de Constantinopla, como primus inter pares entre os líderes espirituais das igrejas ortodoxas autocéfalas, mas sem a autoridade que tem o papa católico romano, serve como porta-voz da Igreja Ortodoxa. O papa da Igreja Ortodoxa Copta de Alexandria detém uma posição algo similar na Ortodoxia Oriental.
Para as igrejas autocéfalas que formam a Igreja Ortodoxa, veja Organização da Igreja Ortodoxa. Há uma certa disputa sobre o número correto.
As igrejas da Ortodoxia Oriental são:
- Igreja Copta
- Igreja Apostólica Armênia
- Igreja Ortodoxa Eritreia
- Igreja Ortodoxa Siríaca
- Igreja Ortodoxa Indiana
- Igreja Ortodoxa Etíope Tewahedo

## Outras igrejas
Outras igrejas entendem a comunhão plena entre elas como significando que seus membros podem participar licitamente nos ritos das outras, principalmente da Eucaristia em denominações de comunhão fechada e o conceito pode envolver também o reconhecimento mútuo dos cargos de ministério como válidos e, portanto, na maior parte das vezes, a intercambialidade de ministros ordenados. É importante notar, porém, que a existência de uma comunhão plena, entendida desta forma, não presume que não exista diferença entre os ritos ou nas doutrinas entre as duas igrejas, mas que estas diferenças não abrangem pontos considerados fundamentais.
A palavra intercomunhão é por vezes utilizada para descrever este arranjo, que é muito menos próximo que a unidade entre igrejas que compartilham de uma história comum, como a Comunhão Anglicana.
Esta interpretação da "comunhão plena" também é bem diferente da que ensina a Igreja Católica Romana e a Igreja Ortodoxa pois os participantes não se consideram como parte de uma única igreja. É neste sentido mais forte, de formação de uma igreja única, que a Comunhão Anglicana Tradicional buscou a comunhão plena com a Igreja Católica Romana como uma igreja particular sui iuris. 

### Acordos entre igrejas
Os seguintes grupos de igrejas tem ou estão buscando acordos para:
- mútuo reconhecimento de seus membros;
- celebração conjunta da Ceia do Senhor (Eucaristia) para as que praticam a comunhão aberta;
- mútuo reconhecimento de seus ministros ordenados;
- mútuo reconhecimento dos sacramentos;
- compromisso comum com a missão.

#### Acordos já completados
1. Comunhão Anglicana, Igreja Veterocatólica, Igreja Síria Mar Thoma de Malabar e a Igreja Filipina Independente.
2. As igrejas da Comunhão de Porvoo.
3. Igreja Anglicana do Canadá e a Igreja Evangélica Luterana no Canadá.
4. Igreja Cristã (Discípulos de Cristo) e a Igreja Unida de Cristo.
5. Igreja Evangélica Luterana na América e cada uma das seguintes: igrejas membros da Federação Luterana Mundial, a Igreja Episcopal nos Estados Unidos da América, a Igreja Presbiteriana dos Estados Unidos da América, a Igreja Reformada na América, a Igreja Unida de Cristo, a Igreja Metodista Unida[10] e a Igreja Morávia na América.
6. Igreja Metodista Unida com a Igreja Metodista Episcopal Africana, a Igreja Metodista Episcopal Zion Africana, a Igreja Metodista Episcopal Cristã e a Igreja Evangélica Luterana na América.
7. Igreja Episcopal Unida da América do Norte e as seguintes: a Igreja Católica Anglicana, a Província Anglicana de Cristo-Rei e a Diocese dos Grandes Lagos.